# Jim Carrey
James Eugene "Jim" Carrey (17 de gener de 1962, Ontario) és un còmic i actor de cinema d'origen canadenc. És famós pel seu estil de maníac i de slapstick en comèdies com Ace Ventura: Pet Detective, La màscara, Bruce Almighty o Batman Forever. Durant la seva carrera també ha interpretat papers dramàtics amb molt èxit com The Truman Show, Man on the Moon o Eternal Sunshine of the Spotless Mind i també ha col·laborat en el doblatge d'una pel·lícula d'animació. Ha estat guardonat amb dos Globus d'Or després de nombroses nominacions.

## Biografia
Carrey és fill de Percy Carrey, músic de jazz i contable, i de Kathleen Carrey. Té dues germanes, Rita i Patricia, i un germà gran, John. La seva família és catòlica i d'origen francocanadenc (el seu cognom original Carré). Quan tenia catorze anys, la família es va traslladar a Scarborough. Va ser alumne de la molt religiosa Blessed Trinity Catholic School de North York, després va passar a Agincourt Collegiate Institute, a Northview Heights Secondary School, i finalment a Aldershot High School a Burlington. El seu pare va perdre la feina el 1976 i la família va anar a viure en una caravana. Les dificultats econòmiques van provocar que Carrey hagués de deixar d'estudiar als quinze anys per anar a treballar com a conserge amb el seu pare. En una entrevista posterior, Carrey va declarar que si la seva carrera com a còmic i actor no hagués reeixit, probablement estaria treballant a la fàbrica siderúrgica Dofasco de Hamilton.
El 28 de març de 1987 es va casar amb la cambrera Melissa Womer, amb la qual va tenir una filla, Jane Erin Carrey que va néixer el 6 de setembre del mateix any al Comtat de Los Angeles. Després de set anys, es van separar i el divorci es va produir oficialment el 1995. En el rodatge de Dumb and Dumber, Carrey va conèixer l'actriu Lauren Holly amb qui es va casar el 23 de setembre de 1996, però el matrimoni va durar menys d'un any i es van divorciar. La següent relació amorosa que es coneix es va produir durant el rodatge de Me, Myself & Irene, on va conèixer l'actriu Renée Zellweger, però la seva relació va acabar amb un compromís trencat el desembre del 2000. Posteriorment, se'l va relacionar amb la seva terapeuta Tiffany O. Silver el 2004, i amb la model danesa Anine Bing el 2006. Actualment, Carrey manté una relació amorosa amb l'actriu i model Jenny McCarthy, els quals es van conèixer el desembre 2005. La parella va fer pública la seva relació al juny de 2006, i des de llavors sempre han negat els continus rumors de compromís. L'actriu va anunciar durant el 2008 que vivien junts però que no tenien planejat casar-se perquè no necessitaven cap paper per confirmar la seva relació.
El 7 d'octubre de 2004, Carrey va obtenir la nacionalitat estatunidenca i actualment manté la doble nacionalitat amb els Estats Units i el Canadà. El seu país natal el va homenatjar amb una estrella en el Canada's Walk of Fame de Toronto l'any 1998.

## Carrera
Sense els estudis finalitzats, però segur del seu talent per fer riure als seus companys de classe, Carrey va inscriure's al club Yuk Yuk's de Toronto, referent en la formació de còmics, amb Leatrice Spevack com a representat. Allà va seguir treballant el seu talent i va esdevenir cap de cartell el febrer de 1981. Poc després es va traslladar a Los Angeles per començar a treballar en The Comedy Store, on va conèixer el còmic Rodney Dangerfield. Aquest va estar encantat amb la seva actuació i el va contractar per obrir la seva gira d'actuacions.
Posteriorment, Carrey es va sentir atret per la indústria cinematogràfica i de la televisió, de manera que començà a realitzar càstings per alguna sèrie de televisió. Durant aquesta època va fer una audició pel director Joel Schumacher per D.C. Cab, però tot i que no el va seleccionar, comptaria amb ell per futurs projectes. El seu primer paper important en la televisió va ser Skip Tarkenton, un jove productor d'animació en el programa The Duck Factory de la NBC, ja el 1984. Seguidament va continuar tenint petits papers en pel·lícules i programes de televisió. Durant el rodatge de Earth Girls Are Easy va conèixer a l'humorista Damon Wayans, i quan el seu germà Keenen va crear el programa televisiu de sketchs In Living Color per la FOX, va contractar a Carrey per interpretar a diversos personatges inusuals i controvertits.
El seu debut en llargmetratges es va produir l'any 1983 a Rubberface, coneguda com a Introducing... Jane'. El següent any ja va ser protagonista en la pel·lícula Cooper Mountain, comèdia canadenca sobre esquí. Després va protagonitzar la comèdia Once Bitten i va participar en papers secundaris en diverses pel·lícules menors com per exemple Peggy Sue es va casar. Finalment va aconseguir molta popularitat en protagonitzar la comèdia Ace Ventura: Pet Detective, on interpretava un detectiu de mascotes molt extravagant. Tot i l'èxit comercial, la crítica va ser molt dura amb la pel·lícula, i l'actor va guanyar el vergonyós premi Golden Raspberry a la pitjor nova estrella. Aquesta pel·lícula li va permetre demostrar les seves habilitats per fer ganyotes amb una clara influència del còmic Jerry Lewis, del qual és admirador, i va seguir el mateix camí amb La màscara i Dumb and Dumber. L'any 1995 va interpretar el paper de Riddler a Batman Forever de Joel Schumacher i va tornar a interpretar a Ace Ventura en la seva seqüela, Ace Ventura: When Nature Calls. Ambdues pel·lícules van tenir molt èxit comercial i Carrey va aconseguir contractes multimilionaris. Seguidament va treballar per Ben Stiller a The Cable Guy i amb els vint milions de dòlars que va guanyar per treballar en aquesta pel·lícula, va esdevenir l'actor còmic més ben pagat.
Després de protagonitzar Liar Liar, Carrey era conegut mundialment pel seu estil còmic però començava a estar encasellat en aquest tipus de registre. L'any 1998 li va arribar l'oportunitat de realitzar un paper més seriós i reivindicar la seva qualitat interpretativa, encara que no tan ben pagat, amb el rodatge de The Truman Show. Tot i que la pel·lícula va rebre tres nominacions als premis de l'acadèmia estatunidenca (Oscar), Carrey no va rebre cap nominació, ja que el seu passat pesava molt per la crítica. Tot i això, Carrey va aconseguir un premi Globus d'Or al millor actor dramàtic. Continuant amb aquest nou estil de pel·lícula, el 1999 va interpretar Andy Kaufman en la pel·lícula Man on the Moon que representava la seva biografia. Malgrat el clam de la crítica, els Oscars el van tornar a ignorar però va aconseguir per segon any consecutiu un Globus d'Or.
L'any 2000, Carrey va tornar a protagonitzar una comèdia novament amb els germans Farrelly, Me, Myself & Irene, on interpretava un agent de policia amb múltiples personalitats que vivia un romanç amb una noia interpretada per Renée Zellweger. El 2001 va protagonitzar The Majestic i el 2003 Bruce Almighty amb Morgan Freeman, aquesta última amb un èxit espectacular.
Amb la seva actuació a Eternal Sunshine of the Spotless Mind el 2004, Carrey va tornar a rebre els elogis de la crítica. En la gala dels premis Oscar, la pel·lícula va ser guardonada com el millor guió original i la co-protagonista Kate Winslet va estar nominada com a millor actriu, però Carrey va tornar a passar desapercebut per l'acadèmia. Pel que fa als premis Globus d'Or, l'actor va aconseguir sis nominacions. Posteriorment ha treballat en diverses pel·lícules encara que els papers no han estat tan importants. Per exemple, el 2004 va encarnar al malvat Compte Olaf a Lemony Snicket's A Series of Unfortunate Events (també va doblar el personatge en el videojoc), el 2006 va protagonitzar el remake de Fun with Dick and Jane juntament amb Téa Leoni, i el 2007 va tornar a estar a les ordres de Joel Schumacher en el thriller psicològic The Number 23 amb Virginia Madsen i Danny Huston, on interpretava un home que es tornava boig per la seva obsessió amb el número 23.
Jim Carrey s'ha manifestat sempre contra de realitzar seqüeles, ja que considera poc il·lusionant repetir un personatge i sempre ha destacat el seu afany d'aconseguir nous papers. Fins al moment, només ha repetit un paper, el de Ace Ventura, que va ser el personatge que el va donar a conèixer mundialment, i ha rebutjat participar en les seqüeles Son of The Mask (The Mask), Dumb and Dumberer (Dumb and Dumber), Evan Almighty (Bruce Almighty) i Ace Ventura 3.

## Filmografia

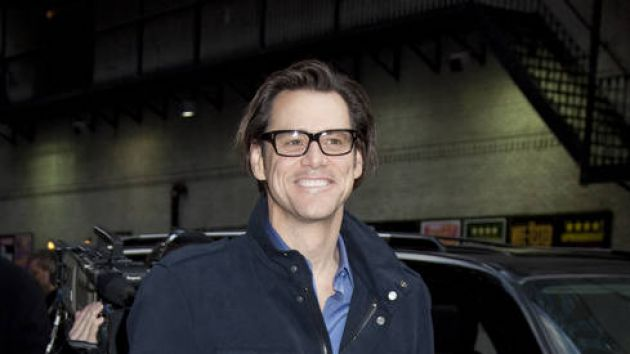
(2010)

Aquestes són les pel·lícules que ha protagonitzat. La data indicada és la de l'estrena del film.
| Any  | Títol | Directors                   | Paper                                |
| ---- | --- | --------------------------- | ------------------------------------ |
| 1980 | The Sex and Violence Family Hour                                                                           |                             | Diversos personatges                 |
| 1980 | The All-Night Show                                                                                         | Errol Bruce Michael Lennick | Diverses veus                        |
| 1981 | Introducing... Janet                                                                                       | Glen Salzman Rebecca Yates  | Toni Moroni                          |
| 1983 | Copper Mountain                                                                                            | David Mitchell              | Bobby Todd                           |
| 1983 | All in Good Taste                                                                                          | Anthony Kramreither         | Ralph Parker                         |
| 1984 | Finders Keepers                                                                                            | Richard Lester              | Lane Bidlekoff                       |
| 1984 | The Duck Factory (sèrie)                                                                                   |                             | Skip Tarkenton                       |
| 1985 | Mossegades perilloses                                                                                      | Howard Storm                | Mark Kendall                         |
| 1986 | Peggy Sue es va casar                                                                                      | Francis Ford Coppola        | Walter Getz                          |
| 1988 | La llista negra                                                                                            | Buddy Van Horn              | Johnny Squares                       |
| 1989 | El Cadillac rosa                                                                                           | Buddy Van Horn              | Còmic                                |
| 1989 | Mike Hammer: Murder Takes All (TV)                                                                         | John Nicolella              | Brad Peters                          |
| 1989 | Earth Girls Are Easy                                                                                       | Julien Temple               | Wiploc                               |
| 1990 | In Living Color (sèrie)                                                                                    |                             | Diversos personatges                 |
| 1991 | High Strung                                                                                                | Robert Nygard               | La mort                              |
| 1992 | Doing Time on Maple Drive (TV)                                                                             |                             | Tim Carter                           |
| 1992 | Itsy Bitsy Spider                                                                                          |                             | Exterminador (veu)                   |
| 1994 | Ace Ventura: Pet Detective                                                                                 | Tom Shadyac                 | Ace Ventura                          |
| 1994 | La màscara                                                                                                 | Chuck Russell               | Stanley Ipkiss                       |
| 1994 | Dos ximples molt ximples                                                                                   | Germans Farrelly            | Lloyd Christmas                      |
| 1995 | Batman Forever                                                                                             | Joel Schumacher             | Riddler / Edward Nygma               |
| 1995 | Ace Ventura: Operació Àfrica (Ace Ventura: When Nature Calls)                                              | Steve Oedekerk              | Ace Ventura                          |
| 1996 | Un boig a domicili (The Cable Guy)                                                                         | Ben Stiller                 |                                      |
| 1997 | Liar Liar                                                                                                  | Tom Sahdyac                 | Fletcher Reede                       |
| 1998 | The Truman Show                                                                                            | Peter Weir                  | Truman Burbank                       |
| 1998 | Simon Birch                                                                                                | Mark Steven Johnson         | Joe Wenteworth                       |
| 1999 | Man on the Moon                                                                                            | Milos Forman                | Andy Kaufman / Tony Clifton          |
| 2000 | Me, Myself & Irene                                                                                         | Germans Farrelly            | Charlie Baileygates / Hank Evans     |
| 2000 | The Grinch                                                                                                 | Ron Howard                  | El Grinch                            |
| 2001 | El Majestic                                                                                                | Frank Darabont              | Peter Appleton                       |
| 2003 | Bruce Almighty                                                                                             | Tom Shadyac                 | Bruce Nolan                          |
| 2003 | Pecan Pie                                                                                                  | Michel Gondry               | Home en el llit                      |
| 2004 | Eternal Sunshine of the Spotless Mind                                                                      | Michel Gondry               | Joel Barish                          |
| 2004 | Un seguit de desgràcies catastròfiques de Lemony Snicket (Lemony Snicket's A Series of Unfortunate Events) | Brad Silberling             | Compte Olaf                          |
| 2005 | Dick i Jane: Lladres de riure (Fun with Dick and Jane)                                                     | Dean Parisot                | Dick Harper                          |
| 2007 | The Number 23                                                                                              | Joel Schumacher             | Walter Sparrow / Detectiu Fingerling |
| 2008 | Horton Hears a Who!                                                                                        | Jimmy Hayward Steve Martino | Horton (veu)                         |
| 2008 | Yes Man | Peyton Reed                 | Carl Allen                           |
| 2009 | Conte de Nadal (A Christmas Carol)                                                                         | Robert Zemeckis             | Ebenezer Scrooge                     |
| 2010 | I Love You Phillip Morris                                                                                  | Glen Ficarra John Requal    | Steven Jay Russell                   |
| 2010 | The Three Stooges                                                                                          |                             | Curly Howard                         |
| 2011 | Mr. Popper's pinguins                                                                                      |                             | tom popper                           |
| 2016 | The Bad Batch                                                                                              | Ana Lily Amirpour           | Hermit                               |
| 2016 | True Crimes                                                                                                | Alexandros Avranas          | Jack                                 |

## Premis
- Globus d'Or al millor actor dramàtic el 1999 pel seu paper a The Truman Show.
- Globus d'Or al millor actor musical o còmic el 2000 pel seu paper a Man on the Moon.